# Ymkje Clevering
Ymkje Clevering (Haulerwijk, 17 juli 1995) is een Nederlandse roeister. Zij won in 2021 zilver met de vier zonder tijdens de Olympische Spelen in Tokio. In 2023 werd ze wereldkampioen in de twee zonder, en in 2024 Olympisch kampioen in datzelfde nummer.

## Levensloop
Clevering begon in 2014 tijdens haar studie met roeien bij A.G.S.R. Gyas. In 2017 debuteerde zij in de nationale teams. Het eerste jaar won zij in de acht al zilver op de Europees kampioenschappen in het Tsjechische Račice. Het jaar erop, bij de EK van 2018 in Glasgow, behaalde ze met de acht brons.
Samen met Ellen Hogerwerf, Karolien Florijn en Veronique Meester vormde Clevering vanaf 2019 de vier zonder. De roeiploeg werd driemaal op rij Europees kampioen. Tijdens de Wereldkampioenschappen van 2019 was het zilver hun deel. Tijdens de Olympische Spelen van Tokio greep het kwartet bijna het goud, maar de Australische ploeg bleef hun nipt voor.
Bij de Wereldkampioenschappen 2022 in het Tsjechische Račice wist Clevering tweemaal zilver te behalen, eenmaal in de twee zonder samen met Veronique Meester en een dag later in de acht. Er was opnieuw zilver in de twee zonder met Meester tijdens de EK van 2023 in het Sloveense Bled. Met een tijd van 06.59,59 verbeterden zij het uit 2012 stammende Nederlands record van Claudia Belderbos en Chantal Achterberg, maar de tijd was niet genoeg om de Roemeense twee voor te blijven.
Op de Olympische Spelen van 2024 in Parijs start Clevering wederom samen met Meester in de twee zonder stuurvrouw. Het duo is in de finale oppermachtig en behaalt met ruime voorsprong op de Roemeense en Australische ploegen de gouden medaille.

## Resultaten

### Olympische Zomerspelen
| Jaar | Plaats | Resultaten        | Teamgenoten               |
| ---- | ------ | ----------------- | ------------------------- |
| 2021 | Tokio  | in de vier-zonder | Hogerwerf/Florijn/Meester |
| 2024 | Parijs | in de twee zonder | Meester                   |

### Wereldkampioenschappen
| Jaar | Plaats     | Resultaten                         | Teamgenoten                                                              |
| ---- | ---------- | ---------------------------------- | ------------------------------------------------------------------------ |
| 2017 | Sarasota   | 6e in de acht                      | Wielaard/Lanz/Jorritsma/van Veen/Rustenburg/Florijn/Meester/Noort        |
| 2018 | Plovdiv    | 4e in de acht                      | Hogerwerf/Oldenburg/Jorritsma/van Veen/Lanz/Bouw/Wielaard/Noort          |
| 2019 | Ottensheim | in de vier zonder                  | Hogerwerf/Florijn/Meester                                                |
| 2021 | Shanghai   | Afgelast vanwege de coronapandemie | Afgelast vanwege de coronapandemie                                       |
| 2022 | Račice     | in de twee zonder                  | Meester                                                                  |
| 2022 | Račice     | in de acht                         | Boonstra/Youssifou/Drenth/Oldenburg/De Jong/Offereins/Meester/Van Veenen |
| 2023 | Belgrado   | in de twee zonder                  | Meester                                                                  |

### Europese kampioenschappen
| Jaar | Plaats  | Resultaten        | Teamgenoten                                                              |
| ---- | ------- | ----------------- | ------------------------------------------------------------------------ |
| 2017 | Račice  | in de acht        | Meester/Jorritsma/Wielaard/Rustenburg/van Veen/Florijn/Lanz/Noort        |
| 2018 | Glasgow | in de acht        | Hogerwerf/Oldenburg/Rustenburg/van Veen/Lanz/Jorritsma/Bouw/Fetter       |
| 2019 | Luzern  | in de vier zonder | Hogerwerf/Florijn/Meester                                                |
| 2020 | Poznań  | in de vier zonder | Hogerwerf/Florijn/Meester                                                |
| 2021 | Varese  | in de vier zonder | Hogerwerf/Florijn/Meester                                                |
| 2022 | München | in de twee zonder | Meester                                                                  |
| 2022 | München | in de acht        | Boonstra/Youssifou/Drenth/De Jong/Offereins/Meester/Oldenburg/Van Veenen |
| 2023 | Bled    | in de twee zonder | Meester                                                                  |
| 2025 | Plovdiv | in de acht        | Van Aanholt/Vos/De Kok/Kolkman/Drenth/Sneijders/Offereins/Fetter         |

### Wereldbeker
| Jaar | Plaats          | Resultaten                         | Teamgenoten                                                           |
| ---- | --------------- | ---------------------------------- | --------------------------------------------------------------------- |
| 2017 | Belgrado        | Niet deelgenomen                   | Niet deelgenomen                                                      |
| 2017 | Poznań          | Niet deelgenomen                   | Niet deelgenomen                                                      |
| 2017 | Luzern          | Niet deelgenomen                   | Niet deelgenomen                                                      |
| 2018 | Belgrado        | in de vier-zonder                  | Rustenburg/van Veen/Lanz                                              |
| 2018 | Belgrado        | in de acht                         | Hogerwerf/Oldenburg/Rustenburg/van Veen/Lanz/Jorritsma/Meester/Fetter |
| 2018 | Linz/Ottensheim | in de acht                         | Hogerwerf/Oldenburg/Rustenburg/van Veen/Lanz/Jorritsma/Meester/Fetter |
| 2018 | Luzern          | 4e in de acht                      | Hogerwerf/Oldenburg/Rustenburg/van Veen/Bouw/Jorritsma/Lanz/Fetter    |
| 2019 | Plovdiv         | in de vier-zonder                  | Hogerwerf/Florijn/Meester                                             |
| 2019 | Poznań          | Niet deelgenomen                   | Niet deelgenomen                                                      |
| 2019 | Rotterdam       | 5e in de vier-zonder               | Hogerwerf/Florijn/Meester                                             |
| 2020 | Sabaudia        | Afgelast vanwege de coronapandemie | Afgelast vanwege de coronapandemie                                    |
| 2020 | Varese          | Afgelast vanwege de coronapandemie | Afgelast vanwege de coronapandemie                                    |
| 2020 | Luzern          | Afgelast vanwege de coronapandemie | Afgelast vanwege de coronapandemie                                    |
| 2021 | Zagreb          | Niet deelgenomen                   | Niet deelgenomen                                                      |
| 2021 | Luzern          | in de vier-zonder                  | Souwer/Florijn/Meester                                                |
| 2021 | Sabaudia        | in de vier-zonder                  | Hogerwerf/Florijn/Meester                                             |

### Wereldkampioenschappen onder 23
| Jaar | Plaats    | Resultaten        | Teamgenoten            |
| ---- | --------- | ----------------- | ---------------------- |
| 2016 | Rotterdam | in de vier-zonder | Drenth/Feitsma/Meester |
| 2017 | Plovdiv   | in de vier-zonder | Beeres/Florijn/Meester |

## Trivia
In 2025 deed Clevering mee aan het Nederlands kampioenschap tijdrijden in Surhuisterveen. Ze werd daarbij 6e op 50 seconden van winnares Mischa Bredewold en werd Nederlands kampioen in de categorie elite zonder contract.